# Christian Fougeron
Pour les articles homonymes, voir Fougeron.
Christian Fougeron est un auteur-compositeur-interprète et guitariste français né le 9 mars 1958 à Strasbourg (Alsace).

## Biographie
Christian Fougeron voit le jour à Strasbourg le 9 mars 1958. Ses ancêtres sont originaires du sud-ouest de la France (son grand-père venant de Tulle, près de Concèze), d'où son nom.

## Carrière musicale
Christian Fougeron forme le groupe Raft en 1983, comme chanteur et guitariste, en compagnie du bassiste Pierre Schott. Auparavant, le groupe a mené une expérience dès 1976 sous le nom High & Dry, où Christian Fougeron tenait la batterie et Pierre Schott était guitariste.

## Premiers succès
En 1987, Raft fait la première partie de Niagara. La même année, le groupe connaît la gloire avec le titre Yaka Dansé, qui se classe no 2 au Top 50, et totalisera 600 000 ventes. En 1988, nouveau succès avec Femmes du Congo qui se vendra à 150 000 exemplaires.

### Après la dissolution du groupe
Christian Fougeron sort son 1er album éponyme en 1994. En 1995, il fait la première partie de Jeff Buckley à Strasbourg. Entre 2002 et 2007, il écrit pour d'autres artistes de sa région. Enfin, sort en 2012 son second album, intitulé Pluie d'orage, qui contient une nouvelle version acoustique de Yaka Dansé aux sonorités caribéennes. Puis, en 2020, l'artiste participera au 18e festival DécOUVRIR du 3 juin au 2 septembre en version numérique.

## Avec Raft
- 1985 : It's Growing Light
- 1989 : Madagascar

## En solo
- 1994 : Christian Fougeron
- 2012 : Pluie d'orage[3]